# Eudes de Sully

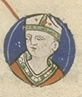
Obispo Eudes

Eudes de Sully (también conocido como Odón de Sully) fue un eclesiástico francés, obispo de París desde 1198 hasta su muerte, en 1208. Era nieto del conde de Boulouge Guillaume de Blois y se desconoce su fecha exacta de nacimiento.
Se enfrentó con el rey Felipe II de Francia cuando éste repudió a su mujer. Eudes de Sully continuó e impulsó las obras de construcción de la Catedral de Nuestra Señora de París, en cuya mitra sucedió a Maurice de Sully (con quien, pese a la coincidencia de apellido, no tenía parentesco directo). Eudes se preocupó de reformar la liturgia y de corregir excesos: así, en 1175 prohibió la comunión a los niños. Se considera que fue el primero en elevar la hostia durante la misa. Su decreto sobre cómo custodiar las hostias tuvo influencia no sólo en Francia, sino también en Inglaterra. Reguló la celebración de festejos profanos dentro del templo tratando de evitar las mascaradas e irreverencias que tenían lugar en Navidad en la Fiesta de los Locos. Trató de erradicar los juegos (entre ellos, el ajedrez). Fue un gran impulsor de la música sacra y protegió al compositor Perotín.
Fue uno de los fundadores de la abadía que, con el tiempo, se conocerá como Port Royal des Champs.

## Obra
Los decretos sinodales de Eudes de Sully aparecen en el volumen 22 de la obra Sacrorum conciliorum nova et amplissima collectio  de Giovanni Domenico Mansi. Una edición crítica reciente es la de Odette Pontal, Les statuts synodaux Français du XIIIe siècle. Tome 1: Les Statuts de Paris et le synodal de l'ouest. París: Bibliothèque Nationale, 1971.